# Nancy Kleckner
Nancy Elizabeth Kleckner (* 1947 in Südkalifornien) ist eine US-amerikanische Genetikerin und Molekularbiologin an der Harvard University.

## Leben und Wirken
Kleckner studierte zunächst bei Matthew Meselson an der Harvard University (Abschluss 1968), ihren Ph.D. in Genetik erwarb sie 1974 am Massachusetts Institute of Technology. Anschließend arbeitete sie ebendort als Postdoktorandin bei David Botstein. 1977 ging sie zurück an die Harvard University, wo sie seit 1985 eine Professur innehat.
Kleckner konnte auf genauer molekularer Ebene das DNA-Rearrangement definieren, das durch das bakterielle Transposon Tn10 verursacht wird. Kleckner und ihre Mitarbeiter konnten zeigen, dass die Synthese der Transposase sowohl durch die Methylierung von Adenin als auch durch Antisense-RNA reguliert wird und dass der Vorgang der Transposition nicht die Replikation der transponierten DNA benötigt. Weitere Arbeiten befassen sich mit der Meiose bei Saccharomyces cerevisiae (Backhefe).

## Auszeichnungen (Auswahl)
- 1990 Genetics Society of America Medal[2]
- 1991 Mitglied der American Academy of Arts and Sciences[3]
- 1993 Mitglied der National Academy of Sciences[1][4]
- 2004 Mitglied der European Molecular Biology Organization (EMBO)[5]
- 2016 Thomas Hunt Morgan Medal[6]